# 676
676 (шестстотин седемдесет и шеста) година по юлианския календар е високосна година, започнала във вторник. Това е 676 г. от нашата ера, 676 година от първото хилядолетие, 76 година от 7 век, 6-а година от осмото десетилетие на 7 век, седма година от 670-те години.

## Събития
- Дагоберт се възкачва на трона, с помощта на Уилфрид, епископ на Йорк.
- Еброин обвинява съперника си, св. Леодегар, епископ на Аутун, в съучастие в убийството на Хилдерих II. На епископа са отрязани езика и устните, а след това е екзекутиран.
- 676 – 678 г. – Римски папа става Доний.
- 676 – 678 г. – Обсада на Солун от ринхините и стримонците.
- Император Константин Погонат предава полуостров Атон във вечна собственост на населяващите его монаси